# Sanctuaire Corkscrew Swamp
Pour les articles homonymes, voir Corkscrew.
Corkscrew Swamp Sanctuary est un sanctuaire de la Société nationale Audubon situé dans le sud-ouest de la Floride, au nord de Naples et à l'est de Bonita Springs, aux États-Unis. Le sanctuaire a été créé pour protéger l'un des plus grands peuplements de cyprès chauve (Taxodium distichum) et de cyprès d'étangs (T. ascendens) en Amérique du Nord contre l'exploitation forestière intensive qui s'est poursuivie tout au long des années 1940 et 50. 

## Histoire
La Corkscrew Cypress Rookery Association a été créée en 1954 pour protéger la région. La National Audubon Society a accepté la responsabilité de la gestion et a commencé à construire la première promenade à travers le marais en 1955. Au total, près de 4 500 hectares (45 km2) de terres humides ont été achetées ou données, la plupart auprès des propriétaires, Lee Tidewater Cypress Center Co. et Collier Enterprises. 

## Offres du parc
Une promenade d'un peu plus de 3 km de long offre un accès à pied à travers les bois plats de pins, les prairies humides, les peuplements de cyprès de bassin et de cyprès chauve, et les écosystèmes de marais dans le sanctuaire. En 2017, certaines parties de la promenade ont été endommagées par des cyprès chauves renversés par l'ouragan Irma. La plupart des dégâts ont été réparés, mais plusieurs petites sections ont été définitivement fermées. 
Le sanctuaire est une passerelle pour le Great Florida Birding Trail. Il s'agit d'une importante zone de reproduction pour le tantale d'Amérique en voie de disparition et d'autres oiseaux des zones humides. Il y a également des passereaux hivernants, comme le bruant peint. De nombreuses espèces d'échassiers peuvent être trouvées dans les zones humides du sanctuaire, notamment le bihoreau à couronne jaune, le bihoreau gris, l'aigrette tricolore, la grande aigrette et l'aigrette neigeuse. Les oiseaux spécialisés incluent le courlan brun, la chouette rayée et, en été, le naucler à queue d'hirondelle. 
Les alligators américains et les serpents mocassins d'eau sont également des habitants du sanctuaire. 
Le centre d'accueil du sanctuaire est un site de démonstration de Living Machine. 

## Galerie

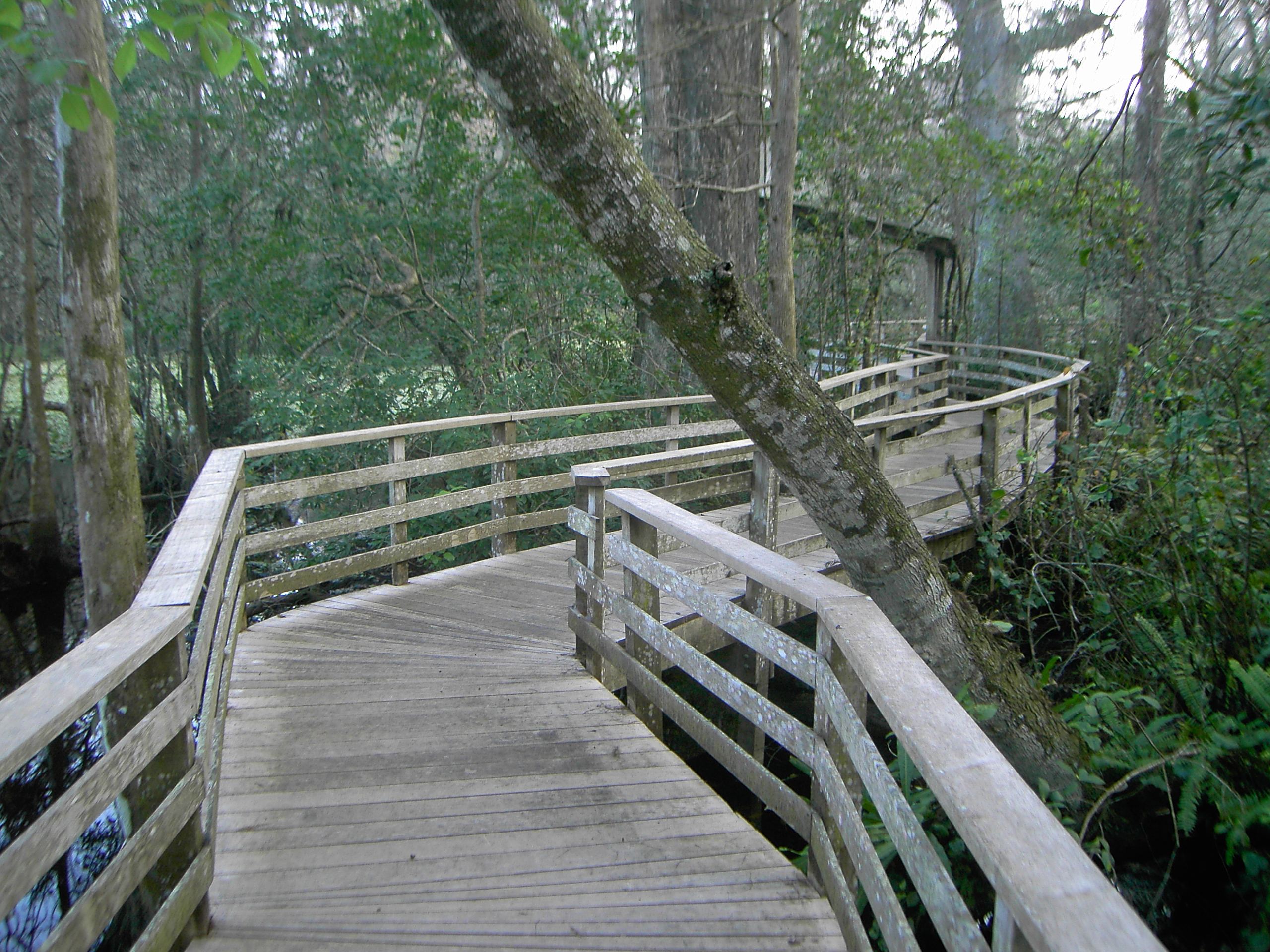
Une promenade au Corkscrew Swamp Sanctuary
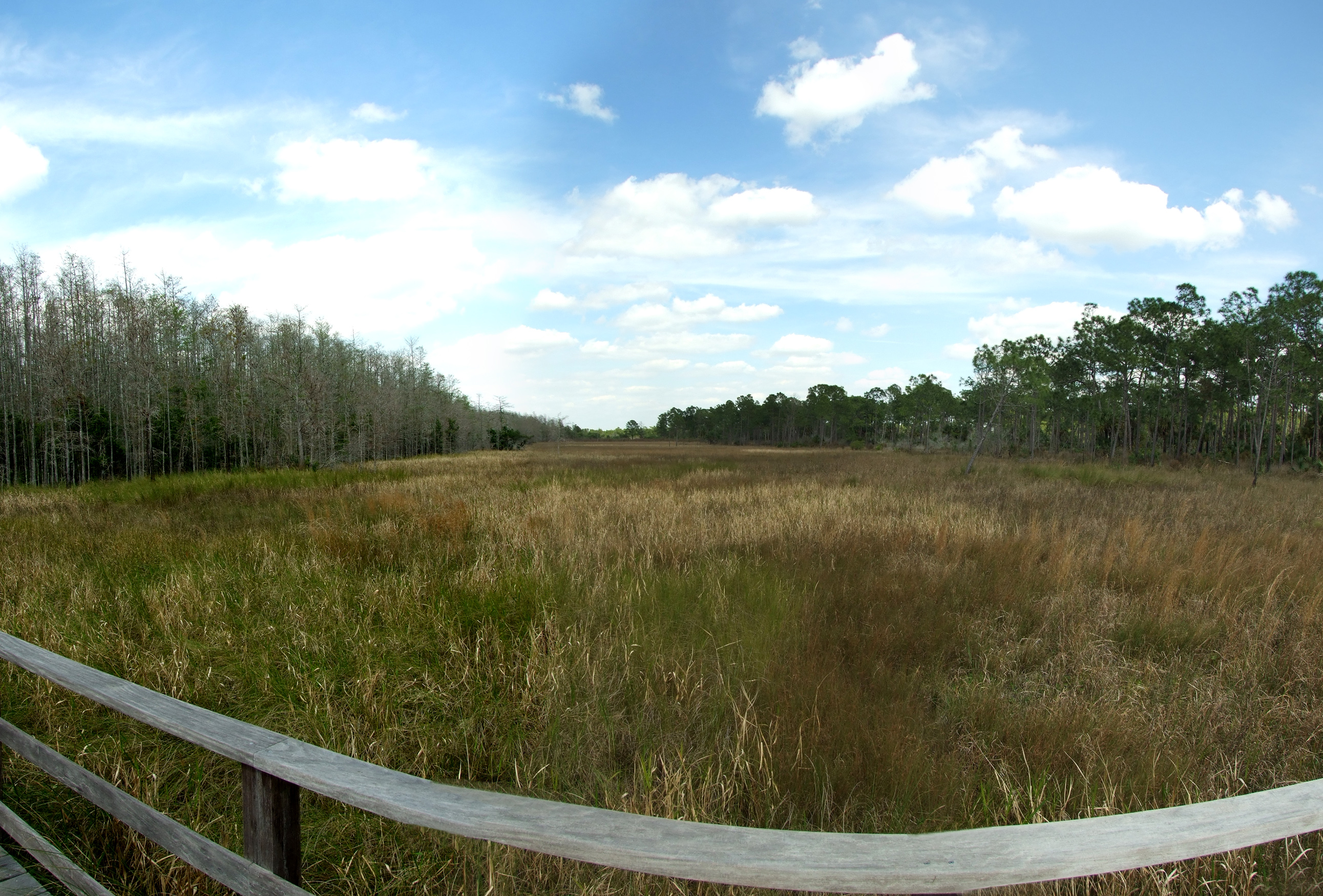
Prairie humide
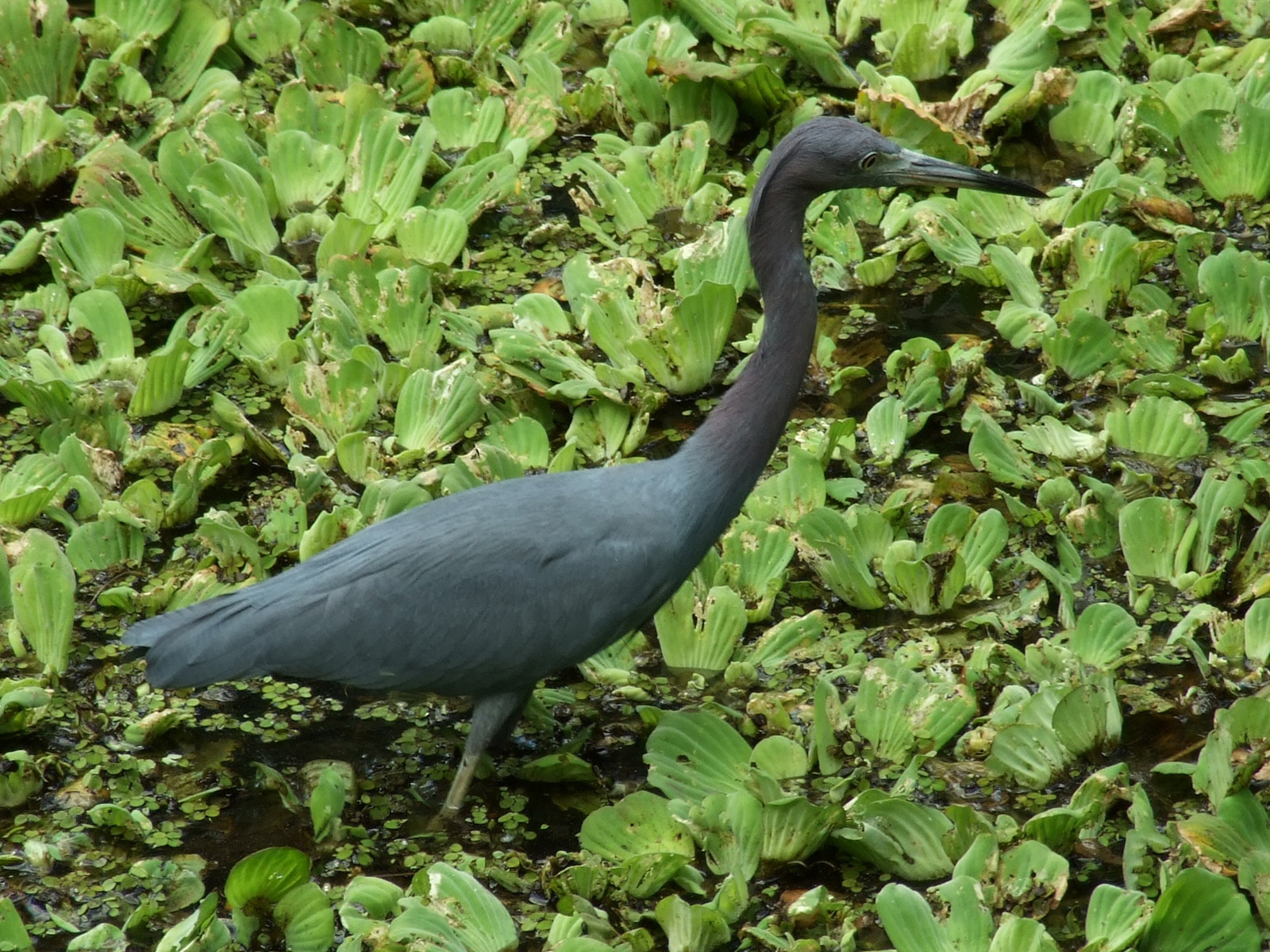
Petit héron bleu mâle
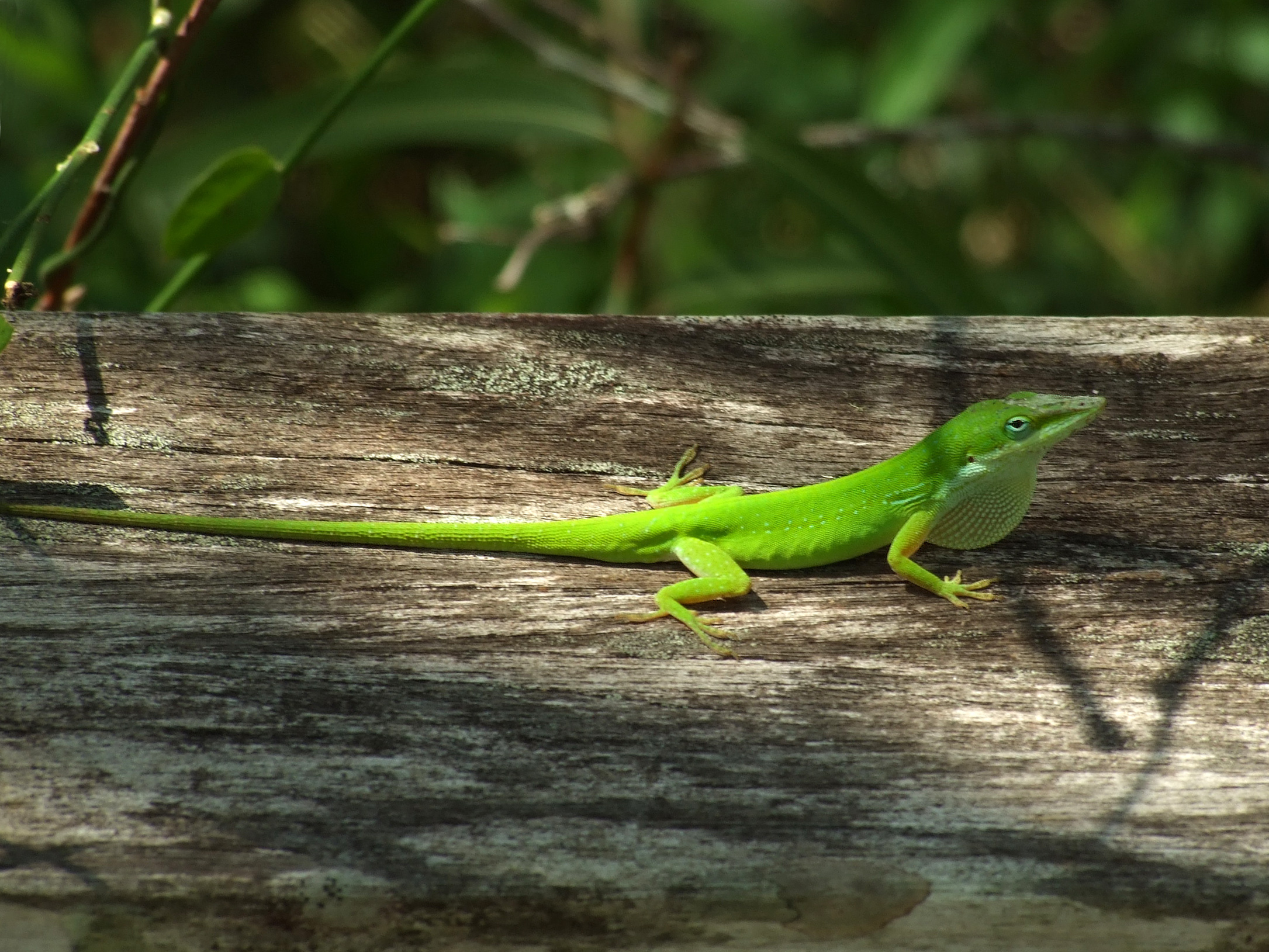
Anolis carolinensis mâle
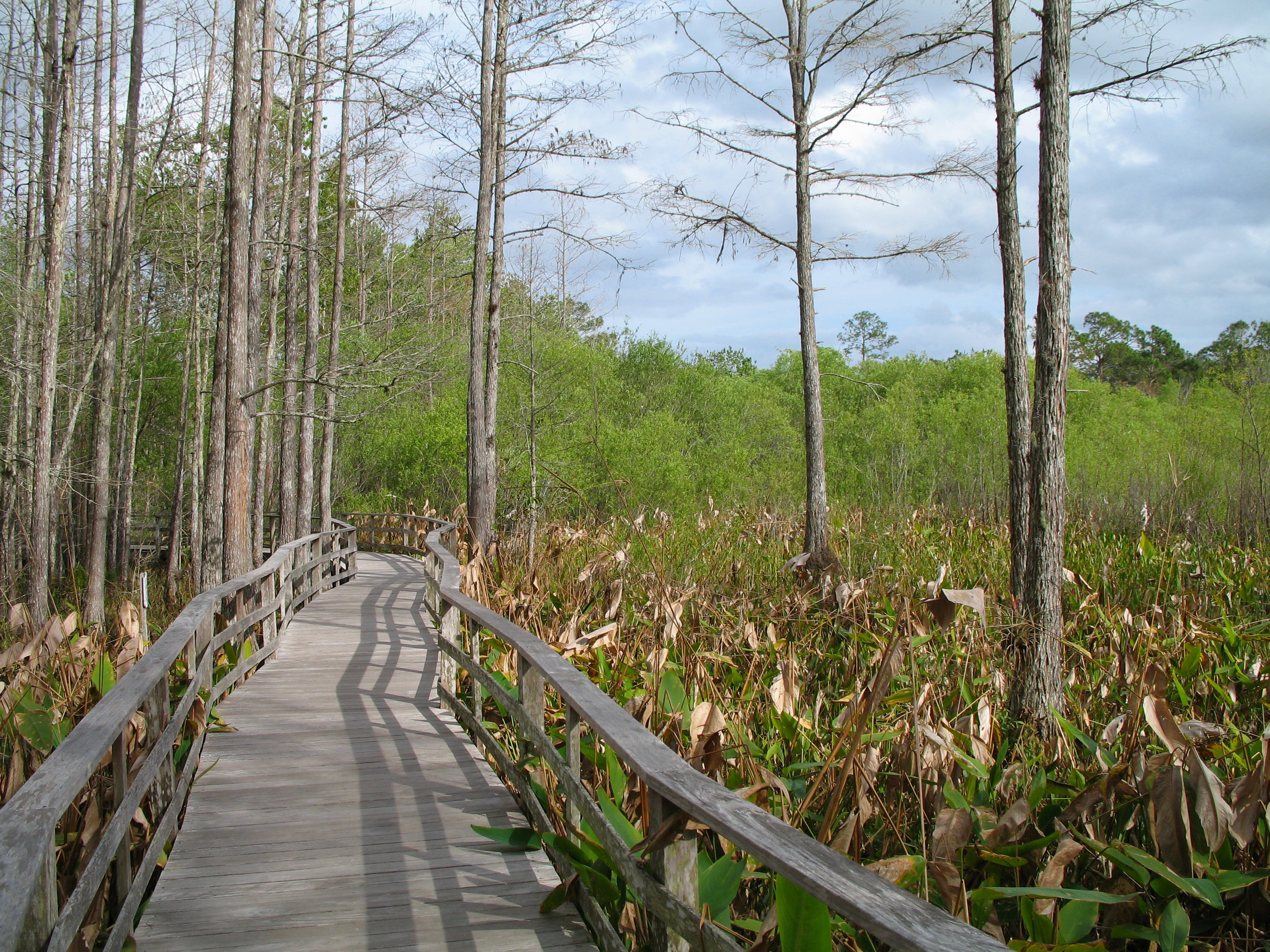